# Попович Павло Романович
Павло́ Рома́нович Попо́вич (5 жовтня 1930, Узин, Білоцерківський район, УСРР — 29 вересня 2009, Гурзуф, АР Крим, Україна) — український радянський льотчик-космонавт № 4, перший космонавт-українець, генерал-майор авіації (1976), кандидат технічних наук (1977). Двічі Герой Радянського Союзу (18.8.1962 та 20.7.1974). Депутат Верховної Ради УРСР 6–11-го скликань.

## Біографія
За даними паспорта, народився 5 жовтня 1930 року в селищі Узин на Білоцерківщині (тепер місто). Після Другої світової війни продовжив навчання у школі № 1, працюючи кочегаром на заводі. Після школи вступив до ремісничого училища в Білій Церкві, вивчився на столяра.
1947 року вступив до Магнітогорського індустріального технікуму (Челябінська область), який закінчив 1951 року. Паралельно займався у місцевому аероклубі.
1954 року закінчив Качинське військове авіаційне училище льотчиків (Мічурінськ, Тамбовської області). Після закінчення училища служив у частинах ВПС CHCH.
Член КПРС з 1957 року.
1968 року закінчив Військово-повітряну інженерну академію ім. Жуковського (Москва).
1960 року зарахований до загону радянських космонавтів (Група ВПС № 1), секретар партійної організації загону космонавтів.

### Перший політ
12 серпня — 15 серпня 1962 здійснив на космічному кораблі «Восток-4» перший у світі груповий політ двох пілотованих кораблів, спільно з Андріяном Ніколаєвим, який пілотував космічний корабель «Восток-3». В ході групового польоту були проведені перші експерименти з радіозв'язку між екіпажами двох кораблів в космосі і взаємне фотографування, виконана широка програма науково-технічних і медико-біологічних експериментів. Окрім іншого, Попович з Ніколаєвим проводили тестування системи знищення ворожих супутників за допомогою тарану власним супутником.
Попович провадив орієнтацію корабля в просторі за допомогою системи ручного управління. В ході польоту 12 серпня 1962 року Павло Попович на прохання Корольова виконав пісню «Дивлюсь я на небо та й думку гадаю», яка стала першою піснею виконаною в космосі. За успішне здійснення першого групового космічного польоту отримав звання Героя СРСР.

### Другий політ

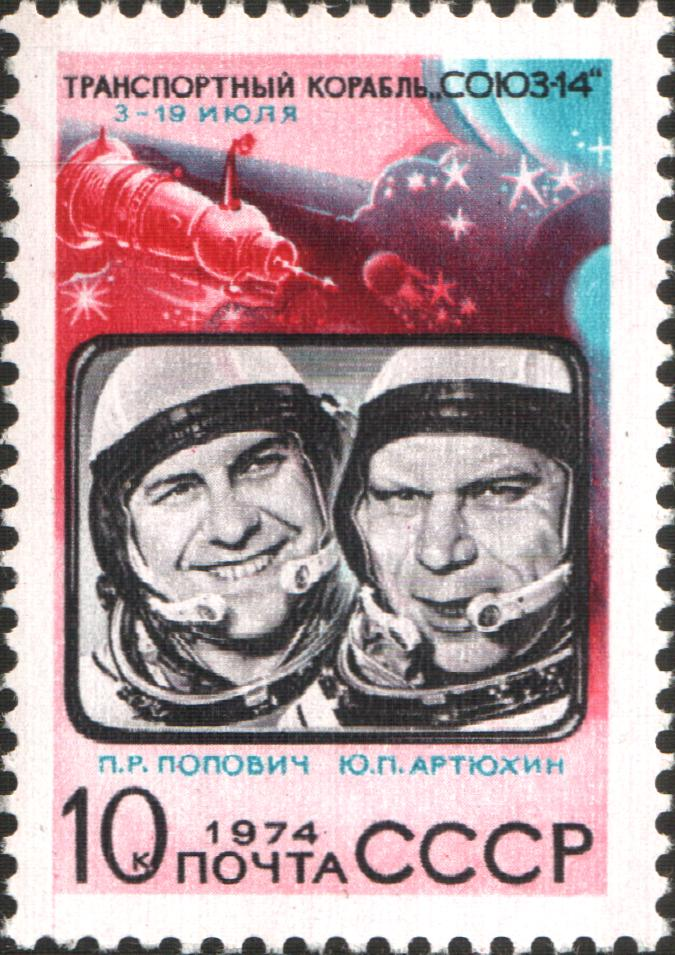
Поштова марка СРСР

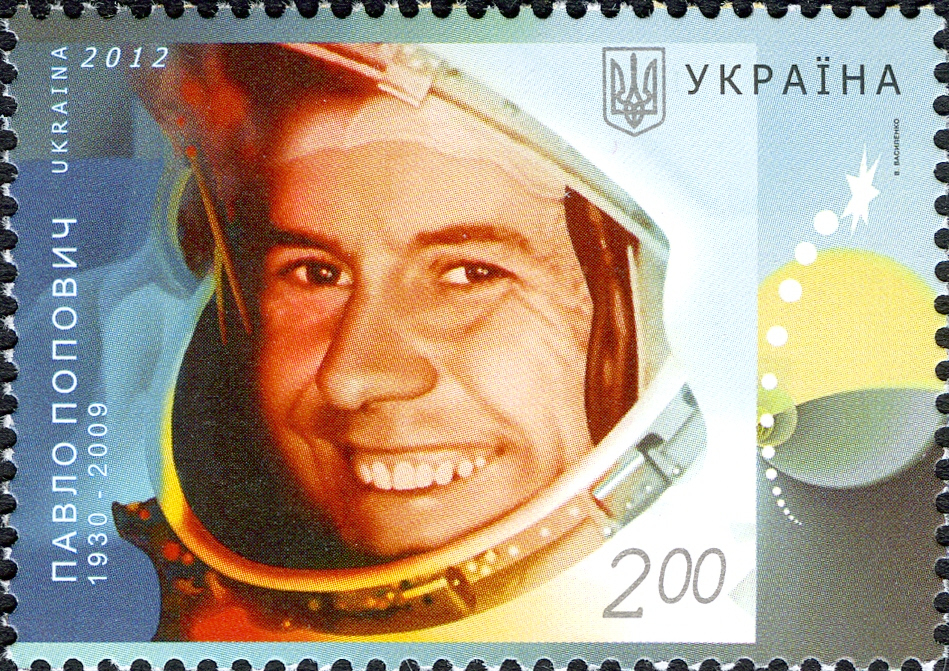
Укрпошта. Марка «Павло Попович. 1930–2009»

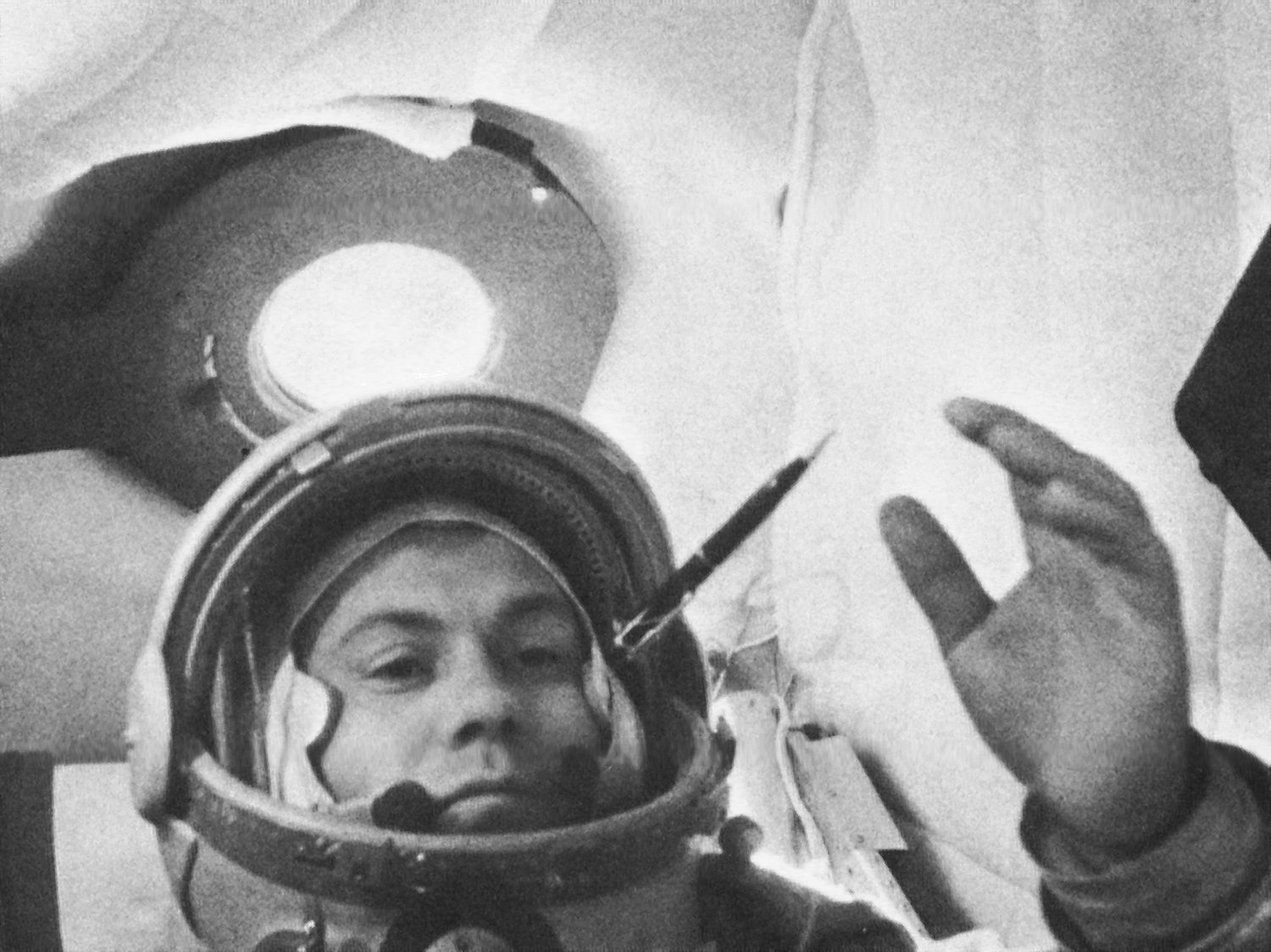
Попович на борту КК «Восток-4»

Другий політ в космос Попович зробив 3–19 липня 1974 як командир екіпажу космічного корабля «Союз-14» (спільно з бортінженером Ю. П. Артюхіним). 5 липня 1974 «Союз-14» провів стиковку з науковою станцією «Салют-3», що знаходилася на орбіті з 25 червня 1974. Сумісний політ космічного комплексу «Салют-3» — «Союз-14» продовжувався 15 діб. За час польоту космонавти досліджували геолого-морфологічні об'єкти земної поверхні, атмосферні утворення і явища, фізичні характеристики космічного простору, провели медико-біологічні дослідження з вивчення впливу чинників космічного польоту на організм людини і визначення раціональних режимів роботи на борту станції. За цей політ на орбітальній станції «Салют-3» і космічному кораблі «Союз-14» Павлу Поповичу повторно присвоєне звання Героя Радянського Союзу.

### Після космосу
Був обраний депутатом Верховної Ради УРСР (1963—1990).
З 1993 року — генерал-майор авіації в запасі. До вересня 2009 року Павло Романович працював головою ради директорів Всеросійського інституту сільськогосподарських аерофотогеодезичних досліджень.
Помер у ніч на 30 вересня 2009 року у власній квартирі в Гурзуфі від інсульту, похований в Москві, на Троєкурівському кладовищі.

### Родина
Перша дружина — військова льотчиця-випробувачка, полковник Марина Лаврентіївна Попович (до шлюбу Васильєва) (1931—2017). Розлучилися в 1980-ті роки.
Дочки: Наталія Павлівна (нар. 1956) та Оксана Павлівна (нар. 1968).
Друга дружина — Алевтина Федорівна Попович (до шлюбу Ожегова), економістка.

## Нагороди та відзнаки
За заслуги в освоєнні космічного простору удостоєний Золотої медалі ім. Ціолковського (АН СРСР), медалі де Лаво (ФАІ). Йому присвоєне звання Героя Праці Соціалістичної Республіки В'єтнам. Нагороджений 2 орденами Леніна, орденом Червоної Зірки і медалями, а також іноземними орденами.

## Почесні звання
Почесний громадянин українських міст Біла Церква, Полтава, Запоріжжя, Васильків.

### Мапа почесних звань та об'єктів топоніміки

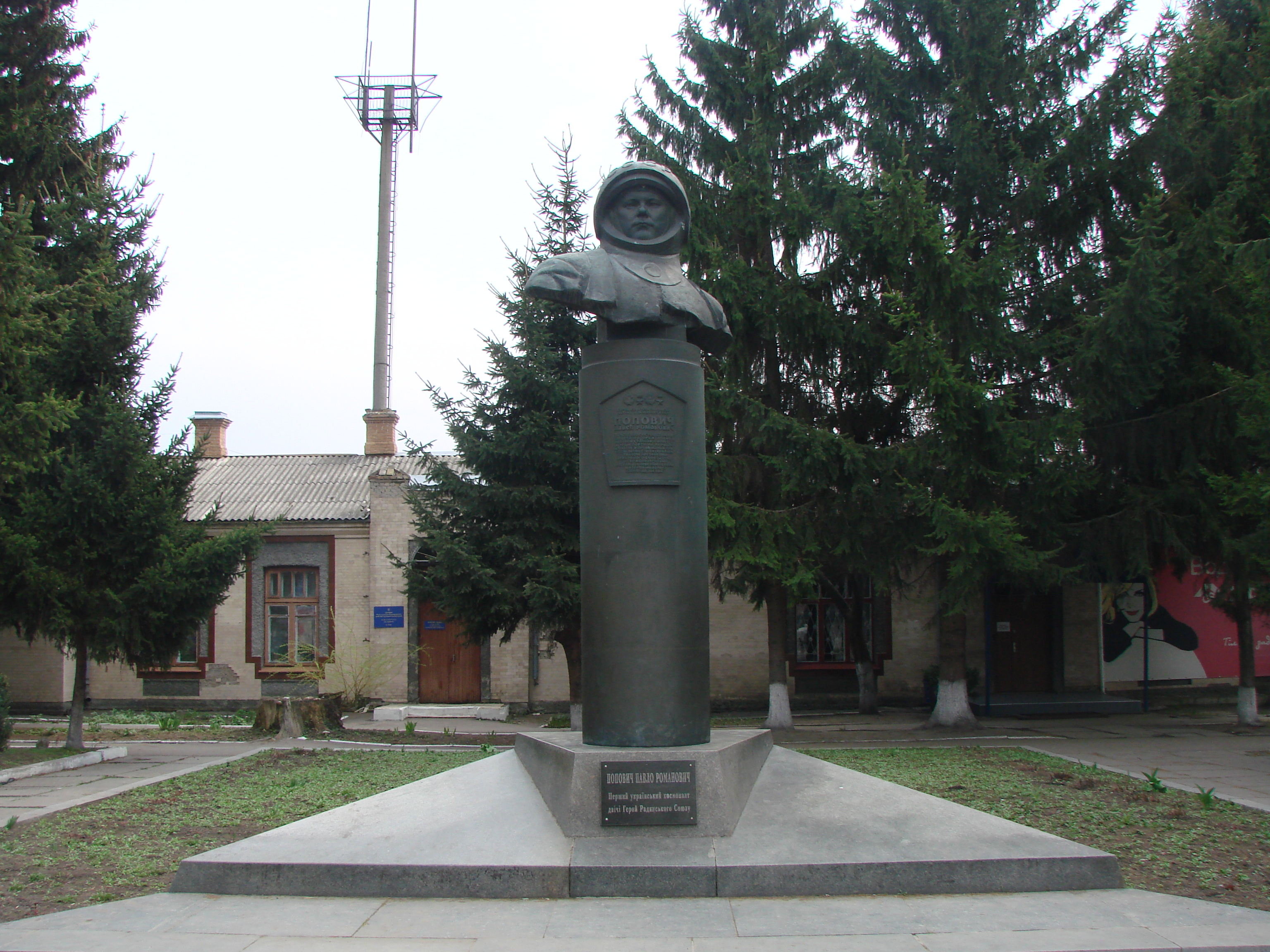
Пам'ятник Павлу Поповичу у місті Узин

## Вшанування пам'яті
- 18 березня 1977 року Рада юних залізничників Запорізької дитячої залізниці звернулась до Павла Поповича з проханням дати дозвіл на присвоєння його ім'ям дитячій залізниці. Через деякий час згоду було отримано, але на подолання бюрократичних перешкод минуло кілька місяців. Лише 28 грудня 1977 року офіційно було надано Запорізькій дитячій залізниці ім'я Павла Романовича Поповича.
- Розпорядженням Кабінета міністрів України від 3 жовтня 2011 р. № 1104-р присвоєно ім'я П. Р. Поповича державному навчальному закладу «Білоцерківське професійно-технічне училище».
- Вулиця Павла Поповича у місті Біла Церква.
- Вулиця Поповича у місті Дніпро.
- Вулиця Павла Поповича у місті Донецьк.
- Вулиця Космонавта Поповича у місті Ірпінь
- Вулиця Павла Поповича у місті Кривий Ріг.
- Вулиця Поповича у місті Кропивницький
- Вулиця Павла Поповича у місті Первомайськ.
- Вулиця Павла Поповича у місті Покровськ.
- Вулиця Поповича у місті Рівне
- Вулиця Космонавта Павла Поповича у місті Хмельницький
- Вулиця Павла Поповича у місті Черкаси
- Вулиця Космонавта Поповича у місті Київ
- Провулок Космонавта Поповича у місті Житомир
- Провулок Космонавта Павла Поповича у місті Хмельницький
- Вулиця Поповича у місті Костопіль Рівненської області
- Вулиця Космонавта Поповича у селі Лиманка Одеської області

## Виноски
1. ↑  Попович Павел Романович // Большая советская энциклопедия: [в 30 т.] — 3-е изд. — Москва: Советская энциклопедия, 1969.
2. ↑  Discogs — 2000.
3. ↑  http://www.collectspace.com/news/news-093009b.html
4. ↑  Deutsche Nationalbibliothek Record #105815896 // Gemeinsame Normdatei — 2012—2016.
5. ↑  Він був для нас братом // Україна молода. — .
6. ↑  Супутники-убивці та космічне сміття 🚀 Як сильно ми засмітили орбіту Землі?. Tokar.ua. 20 травня 2021. Архів оригіналу за 20 травня 2021. Процитовано 21 травня 2021.
7. ↑  «Умер первый украинский космонавт Павел Попович» // Сегодня.ua, із посиланням на НКА України, 30 октября 2009.
8. ↑  . Архівовано з джерела 23 лютого 2010.
9. ↑  «В Москве на Троекуровском кладбище похоронен космонавт Павел Попович» // 5 октября 2009 г., Aviation Explorer.

### Інтерв'ю
- Політ космічного українця. Інтерв'ю газеті «Україна Молода». — 1997.
- Скобельський В. Зірка на ім'я Павло Попович // Голос України. — 2010. — 5 жовт. — С. 9.